# Jackie Jakubowski
Jackie Jakubowski, född 5 oktober 1951 i Szczecin, Polen, död 25 maj 2020 i Sankt Matteus distrikt, Stockholm, var en svensk författare och journalist.
Jakubowski kom till Sverige som flykting undan den antisemitiska kampanjen i Polen 1970. Han var mellan 1980 och 2015 chefredaktör för kulturtidskriften Judisk Krönika och utnämndes 2000 av Sveriges Tidskrifter till "Årets journalist".
2006 var han sommarpratare i Sveriges Radio P1.
Jackie Jakubowskis liv skildras i Lena Einhorns roman En låda apelsiner 2023.